# Chlamydopleon dissimile
Chlamydopleon dissimile is een aasgarnalensoort uit de familie van de Mysidae. De wetenschappelijke naam van de soort is voor het eerst geldig gepubliceerd in 1937 door Coifmann.